# اریک سعاده
اریک سعاده((به عربی: اريك سعادة); متولد ۲۹ اکتبر ۱۹۹۰) خواننده و مجری تلویزیون کودکان سوئدی است. بعد از دو سال همکاری با گروه واتز آپ! در سال ۲۰۰۹ از گروه جدا شد تا به تنهایی بخواند. وی در یوروویژن ۲۰۱۱ که در دوسلدورف آلمان برگزار شد با ترانه محبوب به رتبه سوم است که از سال ۱۹۹۹ تاکنون بهترین رتبه برای کشور سوئد بوده است. او تا به حال در کلیپ‌های خوانندگان معروفی چون آدام لمبرت بوده است.
وی فلسطینی‌تبار است.

## تک‌آهنگ‌ها
| سال  | تک‌آهنگ            | موقعیت در چارت | آلبوم      |
| سال  | تک‌آهنگ            | SWE            | آلبوم      |
| ---- | ----------------- | -------------- | ---------- |
| ۲۰۰۹ | «بی‌خواب»          | ۴۴             | Masquerade |
| ۲۰۱۰ | «من‌بوی»           | ۱              | Masquerade |
| ۲۰۱۰ | «شکستن طلوع»      | ۴۵             | Masquerade |
| ۲۰۱۰ | "Masquerade"      | -              | Masquerade |
| ۲۰۱۱ | «هنوز دوست‌دار او» | -              | سعاده      |
| ۲۰۱۱ | «محبوب»           | ۱              | سعاده      |